# Ardisia ledermannii
Ardisia ledermannii är en viveväxtart som beskrevs av Carl Christian Mez. Ardisia ledermannii ingår i släktet Ardisia och familjen viveväxter. Inga underarter finns listade i Catalogue of Life.